# Ѕ
Ѕ, ѕ (en macedoni dze, el nom antic és zeló) és la desena lletra de l'alfabet macedoni, vuitena dels alfabets eslau arcaic i eclesiàstic; antigament fou utilitzada en altres llengües.
En l'alfabet glagolític té la forma de  i té el valor numèric de 8.